# Hartmut Kracht
Hartmut Kracht (* 1957) ist ein deutscher Jazzbassist und -gitarrist.

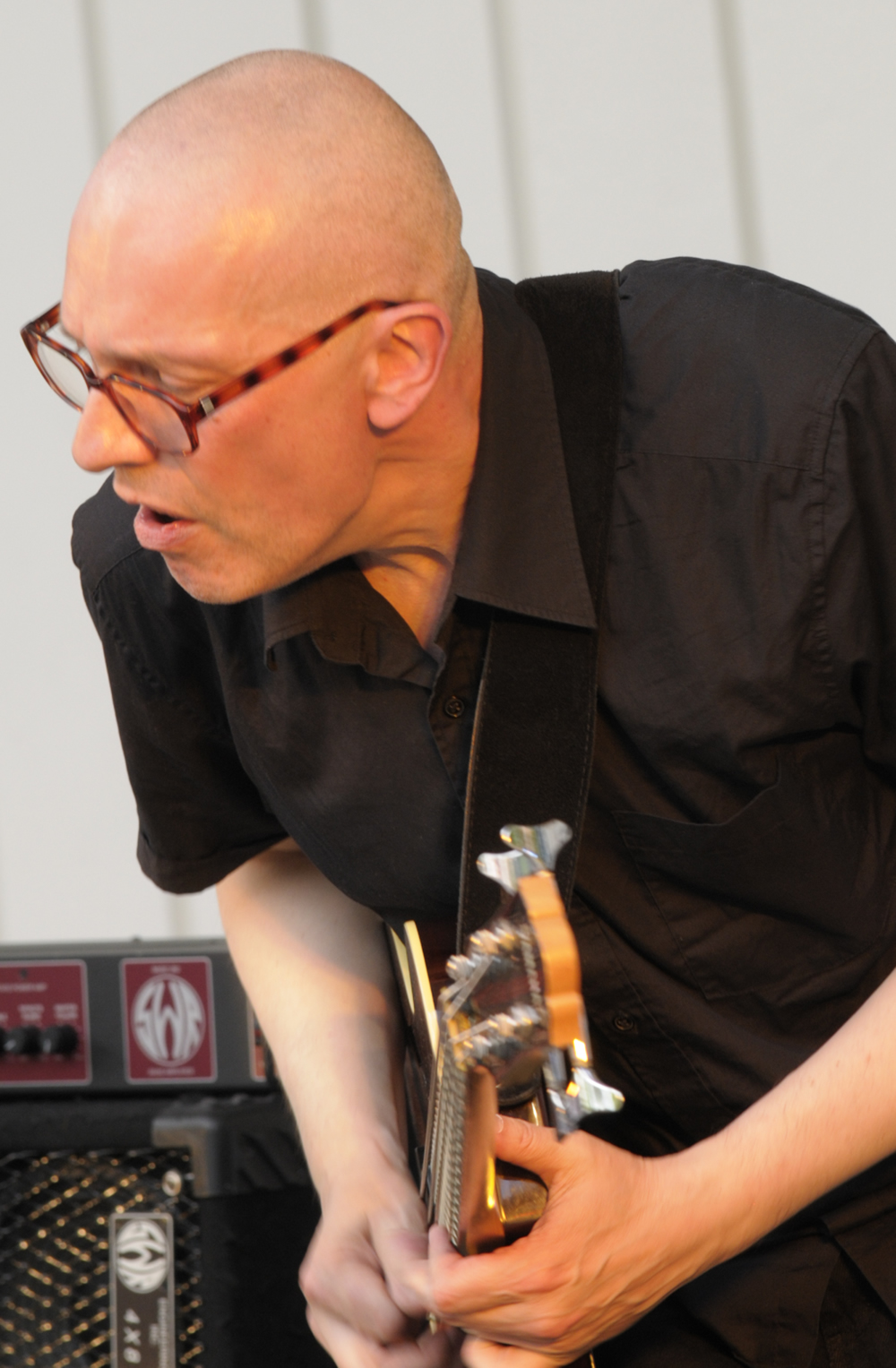
Hartmut Kracht – Planten & Bloomen 2009

Kracht studierte in Essen und wurde bekannt durch seine Zusammenarbeit mit dem Engstfeld-Weiss-Quartett, Uli Beckerhoffs La Voce (u. a. mit der Sängerin Norma Winstone) und der Gruppe Rism von Hans Lüdemann (u. a. mit dem Geiger Mark Feldman und dem Gitarristen Marc Ducret). 1990 erhielt er den Förderpreis für Musik der Landeshauptstadt Düsseldorf. Ein Jahr später begann Krachts solistische Arbeit, die 1999 auf der CD Kontrabass pur dokumentiert wurde. Seit 1993 gehört er dem Quartett Das böse Ding des Saxophonisten Jan Klare an. Die Zusammenarbeit mit Klare setzte sich fort in Projekten wie Supernova, Autofab und The Dorf. Seit einigen Jahren beschäftigt er sich wieder mit seinem anfänglichen Instrument, der E-Gitarre, die er u. a. im eigenen Trio und im Quartett der Sängerin und Autorin Eva Kurowski spielt.
2010 ist die CD Hommage des Hartmut Kracht Trios mit Bearbeitungen von Liedern deutscher Komponisten wie Friedrich Hollaender, Theo Mackeben u. a. bei Jazzsick mit Stefan Werni am Bass und Patrick Hengst am Schlagzeug erschienen. Inzwischen erweitert der Vibraphonist Tom Lorenz das Trio.

## Diskographie (Auswahl)
- Engstfeld-Weiss-Quartett, Upside Down (1990) mit Wolfgang Engstfeld, Achim Kaufmann, Peter Weiss
- Hans Lüdemann RISM, Aph-o-Rism's (1991) mit Hans Lüdemann, Marc Lehan
- Joy (1993) mit Bob Degen, Peter Weiss, Zbigniew Namysłowski
- Joy, Live at the „A-Trane“ Berlin (1994) mit Bob Degen, Peter Weiss, Zbigniew Namysłowski
- Jan Klare / Tom Lorenz-Quartett, Das böse Ding (1994) mit Jan Klare, Tom Lorenz, Wolfgang Ekholt
- Quartett Sonnenschein, Jazz aus zwölf Jahrhunderten (1997) mit Simone Sonnenschein, Martin Scholz, Peter Eisold
- La Voce (1997) mit Uli Beckerhoff, Norma Winstone, Rosani Reis, Giacomo Di Benedetto
- Das böse Ding, GermGerm (1998) mit Jan Klare, Tom Lorenz, Wolfgang Ekholt
- Hans Lüdemann RISM 7, FutuRISM (1998) mit Hans Lüdemann, Reiner Winterschladen, Hayden Chisholm, Mark Feldman, Marc Ducret, Dré Pallemaerts
- Hartmut Kracht, Kontrabass pur (1999)
- Jan Klare / Eckard Koltermann (2000) mit Das böse Ding und der WDR-Bigband
- Supernova, Entrance (2002) mit Jan Klare, Peter Eisold, Pixie Presslee, Evelin Degen, Andreas Wahl, Ahmet Bektaş, Stefan Struck, Veit Lange, Christoph Irmer, Hans Kanty, Matthias Müller, Stefan Schulze, Wolfgang Ekholt, Martin Scholz
- Autofab, Klare, Köllges & Kracht (2003) mit Jan Klare, Frank Köllges
- Das böse Ding, Purple Jazz (2004) mit Jan Klare, Martin Scholz, Wolfgang Ekholt
- Die Konferenz, Le Premier Rapport (2005) mit Veit Lange, Uwe Niepel, Karl Godejohann
- Andreas Wahl, Experimentle Band (2005) mit Peter Bolte, Veit Lange, Christoph Hillmann
- Jake Playmo, My Favorite Toys (2007) mit Jan Klare, Martin Scholz, Wolfgang Ekholt, Kathrin Mander, Oliver Siegel, Serge Corteyn, Jim Campbell
- Köster & Raulf, Hasenbrot (2008) mit Gerd Köster, Dirk Raulf, Hinrich Franck, Markus Wienstroer, Klaus Mages, Roland Peil, Ars Vitalis, Lydie Auvray, Meret Becker, Ralph Beerkircher, Thomas Heberer, Frank Hocker, Frank Köllges, Inga Lühning, Matthias Muche, Reiner Winterschladen
- The Dorf (2008) mit Jan Klare, John-Dennis Renken, Lars Kuklinski, Katrin Scherer, Johannes Eimermacher, Sven Decker, Veit Lange, Martin Verborg, Christoph Berndt, Alex Morsey, Ludger Schmidt, Serge Corteyn, Andreas Wahl, Christian Hammer, Moritz Ecker, Oliver Siegel, Martin Scholz, Gerrit Rößler, Nils Imhorst, Stuart Grimshaw, Simon Camatta, Tobi Lessnow
- Lars Kuklinski Ensemble Suite C Sharp Minor (2013) mit Jörg Brinkmann, Peter Eisold
- MaasKrachtHengst + Renken Express (2016)